# Eduard Robert Flegel
Eduard Robert Flegel, né le 13 octobre 1852 à Vilnius et mort le 11 septembre 1886 à Brass (Nigeria), est un explorateur allemand de l'Afrique entre 1879 et 1886.

## Biographie

### Jeunesse
Eduard Robert Flegel naît le 13 octobre 1852 à Vilnius, alors dans l’Empire russe. Il reçoit une éducation allemande dans les villes de Mitau et Riga. En 1871, il part terminer ses études en Allemagne. De mars 1872 à avril 1873, Flegel étudie le commerce à Munich à la Fridleinische Handelsschule. Il se rend ensuite à Hambourg puis accepte en 1875 un poste de trois ans dans la maison de commerce hambourgeoise Gaiser and Witt à Lagos et Palma. Durant ces années où il exerce comme commerçant, il se prépare à mener une exploration notamment en apprenant des langues africaines et selon son récit en habituant son corps au climat.

### Explorations
En 1879, Flegel se fait embaucher en tant que comptable sur le Henry Venn, un bateau missionnaire britannique de la Church Missionary Society. L’expédition atteint en février la ville de Victoria au pied du Mont Cameroun, en juin le bateau remonte le Niger et la Bénoué jusqu’à la ville de Ribao. Flegel collecte de nombreuses informations géographiques et ethnographiques, ainsi que des objets et prépare une carte du cours de la Bénoué. Cette exploration remonte environ 200 km plus haut que le précédent explorateur dans la région, William Balfour Baikie en 1854.
Eduard Flegel, après quatre ans en Afrique, rentre en Europe et présente son travail à Londres et dans plusieurs villes allemandes. Ses travaux sont bien accueillis et publiés dans différents journaux de géographie. À la toute fin de ce séjour, Flegel reçoit un financement de la Société de Géographie de Berlin pour continuer ses explorations.
Entre septembre 1880 et avril 1881, Flegel se rend à Sokoto, capitale du sultanat de Sokoto pour obtenir l’autorisation de visiter la province de l’Adamaoua. Il revient ensuite sur la côte, où il reste bloqué dans l’attente de nouveaux financements. Durant cette période, il réalise de plus courtes explorations sur le Niger et la basse Bénoué.
Flegel débute son voyage vers l’Adamaoua en février 1882, accompagné de son guide le commerçant Madugu Mohamman Mai Gashin Baki, dont il publie la biographie en 1885. Ils atteignent la capitale Yola en juin 1886, puis continuent jusqu’à la source de la Bénoué à Ngaoundéré. En août, il est ainsi le premier Européen à atteindre cette région. L’explorateur n’a pas les moyens de continuer et revient sur la côte en mars 1883.
Durant l’été 1883, Flegel se trouve dans une grande difficulté financière. Il reçoit un financement de la part de la Deutsche Afrikanischen Gesellschaft qui lui permet réaliser son projet d’aller de la Bénoué au Congo, il réalise un nouveau voyage vers l’Adamaoua entre septembre 1883 et avril 1884.
En août 1884, Eduard Robert Flegel rentre en Allemagne avec deux guides et commerçants Haoussas qui avaient partagé ses explorations, dont le Madugu Mohamman Mai Gashin Baki. Ils sont reçus par les milieux savants des sociétés de géographie et par l’État allemand. Madugu Mohamad Mai Gashin Baki est reçu en audience par l’empereur Guillaume Ier et par le prince héritier Frédéric, ainsi que par les milieux de la Cour.
Avec le début de la domination coloniale allemande sur le Cameroun en 1884, Flegel se met au service des projets de colonisation allemands. Il fait campagne pour obtenir les moyens d’installer des postes de traite commerciale allemands dans les régions qu’il a précédemment visitées. On lui attribue des fonds, un bateau et une équipe de cinq Européens pour mener à bien ce projet colonial et scientifique.
L’entreprise est soutenue par l'empereur Guillaume Ier qui l'a chargé de remettre des cadeaux au sultan de Sokoto. L’expédition débutée en avril 1885 est un échec, plusieurs membres de l’exploration tombent malades et les Britanniques occupent déjà une partie du territoire, par l’intermédiaire de la Royal Niger Company. À partir de juillet 1886, cette compagnie occupe officiellement, grâce à des traités avec les gouvernements locaux, une vaste région à l’embranchement entre le Niger et la Bénoué. Dans le même mois, Flegel est rappelé en Europe alors qu’il était sur le chemin de Yola.
Il meurt le 11 septembre 1886 à Brass dans le delta du Niger.

### Postérité
Une grande partie des documents collectés lors de la dernière exploration d’Eduard Robert Flegel n’avaient pas pu être publiés de son vivant. Rapportés en Allemagne, ils sont transmis à Karl Flegel, qui s’applique dans les années suivantes à les publier pour rétablir l'honneur de son frère.

## Œuvres
Eduard Robert Flegel a publié deux ouvrages :
- Eduard Robert Flegel, Drei Briefe an die Freunde deutscher Afrika-Forschung, colonialer Bestrebungen und der Ausbreitung des deutschen Handels, L. Friederichsen  & Co., Berlin, De Gruyter, 1885, 24 p.
- Eduard Robert Flegel, Lose Blätter aus dem Tagebuche meiner Haussa-Freunde und Reisegefährten, L. Friederichsen & Co, Hambourg, 1885, 47 p.

Il a publié également des textes dans quatre journaux de géographie allemands :
- L. Friederichsen (ed.), Mittheilungen der Geographischen Gesellschaft in Hamburg, 1878-1879 et 1880-1881, vol. 3-4.
- Wilhelm Erman (ed.), Mittheilungen der Afrikanischen Gesellschaft in Deutschland, 1880 à 1889, vol. 2 à 5.
- E. Behm (ed.), A. Supan (ed.), Mitteilungen aus Justus Perthes Geographischer Anstalt, 1880 à 1886, vol. 26 à 32.
- G. von Boguslawski (ed.), Paul Güssfeldt (ed.), A. von Danckelman (ed.), Verhandlungen der Gesellschaft für Erdkunde zu Berlin, 1880 à 1886, vol. 7 à 13.

Karl Flegel hérite des biens de son frère et s’attache à publier les textes d’Eduard :
- Eduard Robert Flegel et Karl Flegel (éd.), Vom Niger-Benue, Briefe aus Africa, Leipzig, Friedrich, 1890.
- Eduard Robert Flegel et Karl Flegel (éd.), « Eduard Flegels Tagebuch von April 1885 bis August 1886, I. II. III. », Deutsche Revue uber das Gesamte nationale Leben der Gegenwart, vol. 15, n° 1, 1890.
- Eduard Robert Flegel et Karl Flegel (éd.), « Il Giornale dell'ultimo viaggio in Africa di Edoardo Flegel (April 1885-Agosto 1886) », L'esplorazione commerciale e l'esploratore Giornale di Viaggi e Geografia Commerciale, vol. 8 à 10, 1893-1995.